# Julie Houmann
Julie Houmann (22 de noviembre de 1979) es una deportista danesa que compitió en bádminton, en la modalidad de dobles mixto.
Ganó dos medallas en el Campeonato Europeo de Bádminton, plata en 2012 y bronce en 2014.

## Palmarés internacional
| Campeonato Europeo | Campeonato Europeo  | Campeonato Europeo | Campeonato Europeo |
| Año                | Lugar               | Medalla            | Prueba             |
| ------------------ | ------------------- | ------------------ | ------------------ |
| 2012               | Karlskrona (Suecia) | Medalla de plata   | Dobles mixto       |
| 2014               | Kazán (Rusia)       | Medalla de bronce  | Dobles mixto       |